# Lycophotia unimacula
Lycophotia unimacula là một loài bướm đêm trong họ Noctuidae.